# 제임스 맥테이그
제임스 맥티그(James McTeigue, 영어 발음: /məkˈtig/)는 호주의 영화감독이다. 맥티그는 뉴질랜드의 타우랑가에서 태어나 시드니 북부 교외인 콜라로이 고원에서 자라났다. 맥티그는 뉴사우스웨일스 주 크로머의 크로머 고등학교에 다녔고, 찰스 스터트 대학의 와가 와가 캠퍼스에서 영화 공부를 했다.
맥티그는 《매트릭스》, 《스타워즈 2》 등 여러 영화에서 조감독 생활을 했지만, 가장 유명한 것은 2006년의 감독 데뷔작, 《브이 포 벤데타》이다.